# Denver & Rio Grande Western Railroad Stock Car No. 5679D
Le Denver & Rio Grande Western Railroad Stock Car No. 5679D est un wagon ferroviaire américain exposé à Cimarron, dans le comté de Montrose, au Colorado. Protégé au sein de la Curecanti National Recreation Area, ce wagon bétailler de la Denver and Rio Grande Western Railroad est lui-même inscrit au Registre national des lieux historiques depuis le 27 janvier 2010.